# Bataille d'Utique (Guerre des Mercenaires)
Pour les articles homonymes, voir Bataille d'Utique.
Guerre des Mercenaires
Batailles
-240 Bataille d'Utique

-240 Bataille de Bagradas

-238 Bataille du défilé de la Scie

-238  Siège de Tunis

-238 Bataille de Leptis Minor
La bataille d'Utique eut lieu vers 240 av. J.-C. ; c'est la première bataille de la guerre des Mercenaires.

## Contexte
Cette bataille a eu lieu une année après la fin de la première guerre punique. Carthage était dans une grave crise économique et par conséquent elle fut incapable de payer ses mercenaires. Ces derniers se sont alors révoltés et après avoir mis vainement un siège sur Carthage ont décidé de conquérir la ville d'Utique située à 30 km de Carthage.

## Forces en présence
L'armée rebelle dirigée par Spendius assiège la ville d'Utique tandis que Mathô occupe Tunis. L'objectif est de bloquer les communications de Carthage.  
Hannon le Grand lève une armée composée de 8 000 à 10 000 hommes et réunit 100 éléphants pour débloquer la situation. 

## Déroulement
Fort de ses pachydermes et de sa nombreuse armée, Hannon le Grand prend violemment d'assaut le camp ennemi et les rebelles partent se réfugier dans la campagne environnante. 
Piètre général, Hannon le Grand laisse ses hommes piller le camp adverse plutôt que de poursuivre les fuyards. Alors que l'armée punique célèbre la victoire, Spendius a réussi à rallier ses hommes. Les rebelles se mettent en formation, exécutent un demi-tour et contre-attaquent. Les Carthaginois qui occupent leur ancien camp sont pris de panique. Ils partent en déroute. Les Carthaginois profitent alors de la nuit pour fuir sans être poursuivis.

## Conséquences
Hannon le Grand perd le commandement de l'armée. Il n'est pas crucifié comme ce fut souvent le cas pour les généraux incompétents lors de la première guerre punique car il est trop influent. C'est Hamilcar Barca qui va reprendre les rênes et obtenir de meilleurs résultats.
Dans le camp rebelle, c'est l'euphorie, Utique va basculer dans le camp rebelle et la rébellion victorieuse va attirer plus de libyens dans ses rangs.